# Paul Burghoff
Paul Burghoff (* 20. Dezember 1900 in Dhünn bei Wermelskirchen; † 6. November 1989 ebenda) war ein deutscher SS-Sturmbannführer, der als Leiter des „Judenreferats“ in der Düsseldorfer Gestapo wirkte. In dieser Position war er an der Deportation und dem Mord an zahlreichen Juden beteiligt.

## Leben

### Karriere
Burghoff besuchte von 1907 bis 1915 die Volksschule in Wermelskirchen. Bis 1917 arbeitete Burghoff im elterlichen Betrieb, einer Bandwirkerei in Dhünn. 1917 wurde er in den Kriegsdienst eingezogen und wurde in einer Munitionsfabrik in Remscheid eingesetzt. Dort blieb er bis 1919. Danach wirkte Burghoff als gelernter Heilpraktiker, er trat zum 1. November 1931 der NSDAP (Mitgliedsnummer 695.782) und 1932 der SS bei (SS-Nummer 144.715). Im Jahre 1935 wurde er hauptamtlicher Mitarbeiter des Sicherheitsdienstes der SS und war unter anderem für „Kirchenfragen“ zuständig. Im Jahre 1941 wechselte Burghoff zur Gestapoleitstelle in Düsseldorf, wo er sich im „Judenreferat“ beteiligte. Bis zum 17. März 1943 erreichte er den Rang eines Hauptsturmführers. Im Sommer 1944 übernahm er vom vorherigen Polizeirat Wilhelm Friedrich die Position des Leiters des Judenreferats. Der Kriegsverbrecher Obersturmbannführer Gustav Adolf Nosske machte im Einsatzgruppen-Prozess die Aussage, dass Burghoff und er gegen den Befehl des Höheren SS- und Polizeiführers (HSSPF) in Düsseldorf, alle Juden und „Halbjuden“ zusammenzutreiben und zu töten, protestiert hätten und diesen Befehl nicht ausgeführt hätten. Später wurde Burghoff auch SD-Abschnittsleiter in Düsseldorf. Nach dem Ende des Zweiten Weltkrieges tauchte er unter. Während dieser Zeit wurde fälschlicherweise ein gewisser Augustin Burghof aus Köln angeklagt, dessen Verfahren aber schnell beendet werden konnte.
Im Jahre 1946 konnte Burghoff gefunden und verhaftet werden. Ende 1948 wurde er zu 2 ½ Jahren Haft verurteilt. Danach verliert sich seine Spur.